# Lucas Douglas
Lucas Douglas è un personaggio della serie televisiva statunitense Dr. House - Medical Division, interpretato da Michael Weston.

## Caratteristiche
È un investigatore privato assunto da House con la scusa di cercare notizie di rilevanza medica sulla paziente Apple nell'episodio Non è cancro, ma con la reale intenzione di spiare Wilson per sapere se avrebbe potuto fargli cambiare idea in qualche modo sulla sua decisione di lasciare la città e rompere l'amicizia con lui. Inoltre, cerca informazioni riguardo al dottor O'Shea, per sapere se avrebbe avuto i "requisiti" per diventare il suo nuovo amico, "sostituto" del suo caro Wilson.
Successivamente House lo utilizza per le solite indagini a casa dei pazienti e per scoprire cose imbarazzanti sul conto della Cuddy. Inizialmente, House ne addebita la parcella (2300 dollari) all'ospedale, facendolo passare per il tecnico della macchina del caffè, ma la Cuddy si oppone. Nell'episodio Eventi avversi Lucas fa un accordo duplice con House e con la Cuddy secondo il quale egli avrebbe dovuto dare all'uno informazioni imbarazzanti sull'altro; Lucas non scopre niente tranne che la Cuddy ricambia il suo interesse e che anche House è interessato a lei.
Nella sesta stagione Lucas torna ad essere un personaggio ricorrente, perché intraprende una relazione con la Cuddy. House ne è inizialmente geloso e in Beata ignoranza cerca di romperla, invano.

## Spin-off
Alla fine del mese di giugno, nel 2008 si diffuse nei blog la notizia di uno spin-off, ovvero di un altro telefilm "staccatosi" dalla serie madre; l'informazione è stata divulgata dal giornalista televisivo Michael Ausiello, che l'ha saputo dalla Fox.
Nel mese di settembre, David Shore parlò al giornale Entertainment Weekly dei suoi progetti per il personaggio: "Non voglio creare un altro telefilm medico. Ciò che mi interessa della scrittura è il comportamento delle persone e la natura del bene e del male... e un investigatore privato può fornire un approccio a questi temi molto più facilmente di un medico." Al centro dello spin-off, se il personaggio fosse stato accettato dal pubblico, ci sarebbe stato l'investigatore privato Lucas Douglas, interpretato da Michael Weston, e la Cuddy sarebbe "migrata" verso la nuova serie. Attualmente, comunque, lo spin-off non è stato ancora realizzato.